# Uxbridge (Royaume-Uni)
Pour les articles homonymes, voir Uxbridge.
Uxbridge est une ville du borough londonien de Hillingdon en Angleterre, au Royaume-Uni. Située sur la Colne à 24,1 km au nord-ouest du centre de Londres (Charing Cross), elle compte 62 000 habitants (2001). Elle est proche de la frontière avec le Buckinghamshire.
Son nom vient de Wuxen Bridge, le « pont des Wuxen », une tribu saxonne du VIIe siècle.
Avant d'être rattachée au Grand Londres en 1965, Uxbridge faisait partie du comté du Middlesex.
Il y fut conclu en 1645 un traité entre le roi Charles Ier d'Angleterre et le Long-Parlement.
RAF Uxbridge, une ancienne base de la Royal Air Force et emplacement du bunker de la bataille d'Angleterre, se trouve à l'est de la ville.
Uxbridge est desservie par la station de métro éponyme au terminus de la Metropolitan line et la Piccadilly line. La ville avait deux gares ferroviaires, Uxbridge High Street et Uxbridge Vine Street. Celle-là, ouverte en 1907, fut fermée aux voyageurs en 1939, mais est restée une gare de marchandises ; celle-ci, ouverte en 1856, a continué d'être desservie par les trains de voyageurs jusqu'à 1962. Les deux furent fermées complètement en 1964, et leurs bâtiments ont été démolis.

## Personnalités liées à la ville
- Joe Penny (1956-), acteur, y est né.
- Andy Holmes (1959-2010), double champion olympique d'aviron, y est né.